# Stegodyphus manaus
Stegodyphus manaus is een spinnensoort uit de familie van de fluweelspinnen (Eresidae).
De wetenschappelijke naam van de soort werd in 1992 gepubliceerd door Otto Kraus & M. Kraus.